# Karl Aletter
Karl Theophil Christian Aletter (ur. 8 lipca 1906 w Mannheim, zm. 29 marca 1991 w Kaiserslautern) – niemiecki wioślarz, srebrny medalista olimpijski.
Wystąpił na igrzyskach olimpijskich w Amsterdamie w 1928, gdzie w ósemkach odpadł w ćwierćfinałach. Na rozgrywanych cztery lata później igrzyskach olimpijskich w Los Angeles Niemcy w składzie: Karl Aletter, Ernst Gaber, Walter Flinsch i Hans Maier zdobyli srebrny medal w czwórkach bez sternika. W finale o 4,8 sekundy przegrali z osadą Wielkiej Brytanii. Na tej samej imprezie wystąpił również w ósemkach, odpadając w pierwszej rundzie. 
Wielokrotnie zdobywał mistrzostwo kraju: w ósemkach w latach 1928-1931 oraz w czwórkach bez sternika w latach 1929-1931 i 1933. Pełnił funkcję wiceprezesa Niemieckiego Związku Wioślarstwa. Z zawodu był lekarzem, prowadził praktykę w Kaiserslautern.